# Lewiston, Minnesota
Lewiston är en ort (city) i Winona County i delstaten Minnesota i USA. Orten hade 1 533 invånare, på en yta av 3,28 km² (2020). Den fått sitt namn efter Jonathan Smith Lewis.